# Lorenz Leiboldt junior
Lorenz Leiboldt auch Leypold (d. J.) (* 7. Juni 1597 in Lichtenstadt; begraben 28. September 1671 in Neudek) war Stadtrichter, Bürgermeister und herrschaftlicher czerninischer Amtsverwalter von Neudek.

## Leben
Lorenz Leiboldt wurde als Sohn des Stadtrichters und Zolleinnehmers von Lichtenstadt Andreas Leiboldt d. Ä. (* 1561 in Lichtenstadt; † 23. Februar 1614 ebenda) und dessen Ehefrau Magdalena geb. Kistler (* um 1557 in Lichtenstadt; † Montag nach Kirchweih 1629 ebenda) in Lichtenstadt geboren und wurde möglicherweise nach seinem Großvater benannt. Leiboldt der das Bäckerhandwerk erlernte, begab sich in jungen Jahren zusammen mit seinem älteren Bruder, dem späteren Bürgermeister Georg Leiboldt, nach Neudek im Erzgebirge und heiratete 1622 dort die Tochter des Stadtrichters. Ursprünglich Protestant, nahm er zu Zeiten der Gegenreformation die katholische Religion an. Im Jahre 1640 bekleidete er das Amt des Stadtrichters. Zudem wurde er 1648 von den Grafen Czernin von Chuderitz als herrschaftlicher Amtsverwalter eingesetzt. 1656 übernahm er zusammen mit Christoph Wald, Bartholomäus Leypold und Erasmus Pecher zum ersten Mal das Amt des Bürgermeisters und 1658 ein weiteres Mal. Die 1656 im Auftrag des Grafen Humprecht Johann Czernin gegossene Glocke im Turm der ehemaligen Burg Neudek trägt u. a. seinen Namen. Lorenz Leiboldt starb 1671 im Alter von 74 Jahren. Sein älterer Bruder Johannes Leiboldt war Kaplan in Leipzig, sein jüngerer Bruder war der Stadtrichter und Bürgermeister von Lichtenstadt Andreas Leiboldt d. J. Sein Schwiegersohn Martin Stutzig bekleidete 1686 ebenfalls das Bürgermeisteramt.

## Familie
Lorenz Leiboldt heiratete in erster Ehe am 27. November 1622 Anna Stutzig (getauft 27. September 1599 in Neudek; begraben 20. November 1631 ebenda) und in zweiter Ehe um 1632 Susanna (begraben 19. Juni 1668 in Neudek). Folgende Kinder erreichten das Erwachsenenalter:
- Margaretha (getauft 11. Juni 1627 in Neudek); ⚭ 12. Januar 1648 in Neudek mit Caspar Lein, Schuhmacher
- Magdalena (getauft 2. September 1629 in Neudek; begraben 28. März 1669 ebenda); ⚭ 23. Februar 1653 in Neudek Paul Elster, Drahtzieher
- Maria (getauft 2. Februar 1634 in Neudek); ⚭ 17. Oktober 1661 in Neudek Ernst Stutzig, Müller
- Anna Maria (getauft 17. Februar 1635 in Neudek; begraben 21. März 1669 ebenda); ⚭ 21. November 1655 in Neudek Jobst Elster (III.) Drahtziehermeister
- Elisabetha (getauft 13. Mai 1638 in Neudek; begraben 9. Februar 1694 ebenda); ⚭ 9. Januar 1661 in Neudek Martin Stutzig, Bürgermeister
- Anna Barbara (getauft 22. Januar 1640 in Neudek; begraben 17. August 1673 ebenda); ⚭ 19. Oktober 1670 in Neudek Matthes Zuleger, Bäcker